# Pecari maximus
Il pecari gigante (Pecari maximus) è una specie di pecari, vivente solo nelle giungle del Brasile.

## La scoperta
La specie fu scoperta in Brasile, nel 2000, dal naturalista olandese Marc van Roosmalen. Nel 2003, lui e il documentarista del museo di storia naturale tedesco, Lothar Frenz, riuscirono a filmarne un gruppetto. Sebbene sconosciuto alla scienza fino a poco tempo fa, il pecari gigante era noto agli indigeni del luogo, che lo cacciavano e si nutrivano della sua carne, chiamandolo Caitetu Munde, ovvero "grande pècari che vive in coppie". È stato riconosciuto scientificamente nel 2007, ma lo status della popolazione resta ancora ignoto.

## Descrizione
Insieme al pecari dal collare (P. tajacu) e al pecari labiato (Tajassu pecari) fa parte del genere pecari. Ha un corpo massiccio, con zampe sottili e testa più piccola rispetto al tronco. Il pelo è nero corvino, uniforme.

## Habitat ed ecologia
Il pecari gigante vive unicamente nelle giungle compresi tra i fiumi Madeira e Tapajós. Al contrario degli altri membri della famiglia, questo animale vive unicamente in coppie o piccoli gruppi familiari.